# 駝背南麗魚
駝背南麗魚（学名：Australoheros scitulus）為輻鰭魚綱鱸形目隆頭魚亞目慈鯛科的其中一種，分布於南美洲烏拉圭拉布拉塔河流域，體長可達8.9公分，棲息在沙石底質的流動水域，生活習性不明。
其种加词“scitulus”意为“美丽的”。